# Elaeocarpus urophyllus
Elaeocarpus urophyllus là một loài thực vật có hoa trong họ Côm. Loài này được Merr. & Quisumb. mô tả khoa học đầu tiên năm 1951.